# Бруслова Катерина Михайлівна
Катери́на Миха́йлівна Бру́слова (* 1944) — українська лікарка-педіатр, винахідниця. Доктор медичних наук (1996), лауреатка Державної премії України в галузі науки і техніки (2007).

## Життєпис
Народилась 1944 року в місті Київ. 1968 року закінчила Київський медичний інститут.
Працювала лікаркою протягом 1968—1972 років; у відділі дитячої гематології НДІ гематології і переливання крові — в 1972—1986 роках. Від 1986 року — в інституті клінічної радіології Наукового центру радіаційної медицини.
Наукові дослідження стосуються:
- вивчення системи кровотворення у дітей,
- формування груп ризику з онкогематологічної патології,
- клініко-епідеміологія характеристик лейкемії, лікувально-профілактичних заходів, спрямованих на зниження кількості гематологічних захворювань у дітей.

1996 року здобула вчене звання доктора медичних наук.
Серед робіт:
- «Гематологічні критерії оцінки стану здоров'я дітей, на яких впливало іонізуюче випромінювання», 1992
- «Стан імунітету у дітей, евакуйованих із міста Прип'яті», 1992
- «Кровотворна система дітей. Чорнобильська катастрофа», 1995
- «Стан кровотворения. Чорнобильська атомна електростанція — Славутич: медичні аспекти», 1996
- «Гематологічний моніторинг дітей, що зазнали впливу факторів Чорнобильської аварії та які перебувають в клініко-епідеміологічному регістрі», 1996
- «Стан еритроцитарної ланки гемопоезу у дітей, які зазнали впливу комплексу несприятливих факторів аварії на ЧАЕС», 1997 (співавторка).

Лауреатка Державної премії України в галузі науки та техніки (2007) — за визначення механізмів радіоіндукованих онкогематологічних та онкологічних ефектів Чорнобильської катастрофи, розробку і впровадження новітніх технологій медичного захисту постраждалих, співавтори Базика Дмитро Анатолійович, Бебешко Володимир Григорович, Богданова Тетяна Іванівна, Епштейн Овсій Володимирович, Омельянець Микола Іванович, Романенко Аліна Михайлівна, Тронько Микола Дмитрович.
Серед патентів: «Спосіб прогнозу виживаності дітей, хворих на гострі лімфобластні лейкемії», 2017, співавтори Бебешко Володимир Григорович, Гончар Лариса Олексіївна, Кузнєцова Олена Євгеніївна, Пушкарьова Тетяна Іванівна, Цвєткова Наталія Михайлівна.